# Benoît-François Boselli
Pour les articles homonymes, voir Boselli.
Benoît-François Boselli, en italien Benedetto Boselli, né le 30 décembre 1768 à Savone et mort le 17 février 1826 à Paris, est un homme politique italien.

## Biographie
Député au gouvernement de Gênes, il remplit en outre les fonctions d'administrateur de la guerre et de la marine, de commissaire des relations commerciales à Marseille, et de ministre près la République batave. Élu, le 28 avril 1807, par le Sénat conservateur, député du département de Montenotte au Corps législatif de l'Empire, il y siégea parmi les défenseurs de la politique de Napoléon. 
On a de Boselli une brochure de 48 pages, publiée à Paris chez Didot, en italien, sous ce titre : Nota d'un Italiano agli alti principi alleati, sulla necessita di una lega italica per la pace d'Europa. (Parigi, dai torchi di P. Didot maggiore, 1814.)

## Sources
- « Benoît-François Boselli », dans Adolphe Robert et Gaston Cougny, Dictionnaire des parlementaires français, Edgar Bourloton, 1889-1891 [détail de l’édition]